# Marcgraviastrum grandiflorum
Marcgraviastrum grandiflorum är en tvåhjärtbladig växtart som beskrevs av De Roon och Bedell. Marcgraviastrum grandiflorum ingår i släktet Marcgraviastrum och familjen Marcgraviaceae. Inga underarter finns listade i Catalogue of Life.